# Motore a ciclo diviso
Il motore a ciclo diviso è un tipo di motore a combustione interna.

## Caratteristiche
In un motore a ciclo Otto convenzionale, ogni cilindro esegue quattro tempi per ciclo: aspirazione, compressione, potenza e scarico. Ciò significa che sono necessari due giri dell'albero motore per ogni ciclo. Il motore a ciclo diviso divide questi quattro tempi tra due cilindri accoppiati: uno per l'aspirazione e la compressione e un altro per la potenza e lo scarico. L'aria compressa viene trasferita dal cilindro di compressione al cilindro di potenza attraverso un passaggio incrociato. Il carburante viene quindi iniettato e sparato per produrre il colpo di potenza.

## Storia
La Backus Water Motor Company di Newark, nel New Jersey, stava producendo un primo esempio di motore a ciclo diviso nel lontano 1891. Il motore, di "forma A modificata, con l'albero a gomiti in alto", era raffreddato ad acqua ed era costituito da un cilindro funzionante e da un cilindro di compressione di uguali dimensioni e utilizzava un sistema di accensione a tubi caldi. È stato prodotto in taglie che vanno da 1/2 a 3 CV e la società aveva in programma di offrire una versione ingrandita capace di erogare 25 CV (19 kW) o più.
Il motore differenziale Atkinson era un motore a quattro tempi monocilindrico a due pistoni che utilizzava anche un pistone dislocatore per fornire la miscela aria-carburante per l'uso da parte del pistone di potenza. Tuttavia, il pistone di potenza faceva la compressione.
Il twingle engine o split-single engine, motore monocilindrico diviso, è un motore bicilindrico (o più) a due tempi; più precisamente, ha uno o più cilindri a tubo a U che utilizzano ciascuno una coppia di pistoni, uno in ciascun braccio dell'U. Tuttavia, entrambi i pistoni in ciascuna coppia vengono utilizzati per l'alimentazione (e la parte inferiore di entrambe le alimentazioni miscela aria carburante, se viene utilizzato il lavaggio del basamento), e differiscono solo per il fatto che un pistone lavora sulla porta di trasferimento per fornire la miscela di aria combustibile per l'uso in entrambi i cilindri e l'altro pistone lavora sulla porta di scarico, in modo che la miscela bruciata venga scaricata attraverso quel cilindro. A differenza dello Scuderi entrambi i cilindri sono collegati alla camera di combustione. Poiché nessuno dei due pistoni funziona come un pistone dislocatore, questo motore non ha nulla a che fare con il motore a ciclo diviso a parte una somiglianza puramente casuale dei nomi.
Il motore Scuderi è un progetto di un motore a combustione interna a ciclo diviso inventato da Carmelo J. Scuderi. Il Gruppo Scuderi, una società di ingegneria e licenze con sede a West Springfield, Massachusetts e fondata dai figli di Carmelo Scuderi, ha affermato che il prototipo è stato completato ed è stato presentato al pubblico il 20 aprile 2009.
Il Tour Engine è un motore a combustione interna a ciclo diviso a cilindri contrapposti che utilizza una nuova Spool Shuttle Crossover Valve (SSCV) per trasferire la carica di carburante/aria dal cilindro freddo a quello caldo. Il primo prototipo è stato completato nel giugno 2008. Tour Engine è stato finanziato da sovvenzioni del Ministero israeliano delle infrastrutture nazionali, dell'energia e delle risorse idriche e ARPA-E.
Un altro progetto a ciclo diviso, che utilizza una camera di combustione esterna, è il motore Zajac.
Un motore a ciclo diviso inventato dal neozelandese Rick Mayne utilizzava una moltitudine di piccoli cilindri disposti in una disposizione radiale con pistoni azionati da un meccanismo a croce di Malta. Questo motore non è mai stato fatto funzionare con successo in una dimostrazione significativa, ma fu raccolto,e poi perso, un capitale significativo attraverso un piano azionario.
Ryle ha raccontato la truffa di Rick Mayne, insieme ad altre truffe sul risparmio di carburante, nel suo libro Firepower e alla radio ABC nel 2009: anche il quotidiano britannico Independent fu coinvolto nella truffa, così come il pilota britannico Jack Brabham .